# Noordpeene
Noordpeene est une commune française située dans le département du Nord, en région Hauts-de-France.

## Géographie

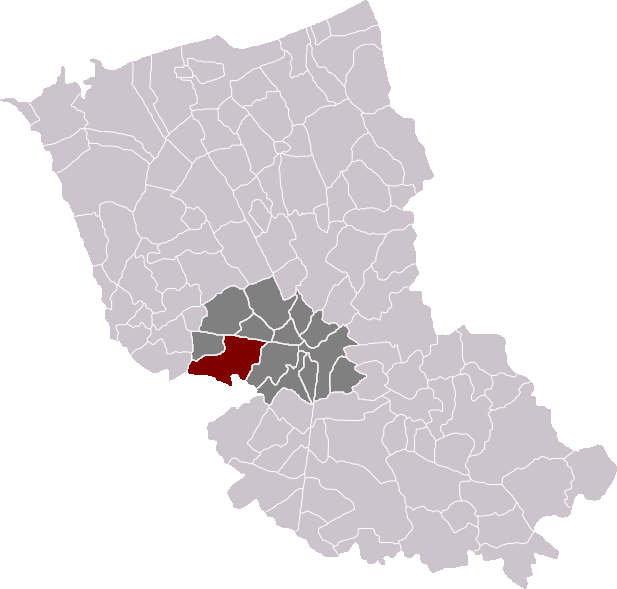
Noordpeene dans son canton et son arrondissement

Noordpeene est une commune de l'arrondissement de Dunkerque.
Avec une superficie de 1712 hectares, Noordpeene est la plus grande commune du canton de Cassel.
La ligne de chemin de fer Hazebrouck-Dunkerque passe à l'extrême Nord du territoire depuis 1848. La ligne de TGV Paris-Londres coupe la commune d'Est en Ouest depuis 1992.
Au Nord, le Mont Balinberg (70 mètres) et le Tom (62 mètres) dessinent les premiers contreforts des monts de Flandre. La vallée de la Peene Becque, qui s'écoule paisiblement, sépare ces deux monts. Au Sud et à l'Ouest, le territoire s'incline en direction du marais audomarois. L'altitude descend jusqu'à moins de 10 mètres en direction du marais.
Les principaux cours d'eau sont la Lyncke Becque et la Peene Becque (la Peene, qui a donné son nom à la bataille de 1677 qui causa l'annexion d'une partie de la Flandre à la France).
La méridienne verte passe par Noordpeene.

### Communes limitrophes
| Rubrouck             | Ochtezeele                  |                |
| Buysscheure Nieurlet | Noordpeene                  | Wemaers-Cappel |
|                      | Clairmarais (Pas-de-Calais) | Zuytpeene      |

### Hydrographie

#### Réseau hydrographique
La commune est située dans le bassin Artois-Picardie. Elle est drainée par la Peene Becque, le fossé de la Patûre, la rivière de Booneghem, la steenaert Becque, le Paradis et divers autres petits cours d'eau,.
La Peene Becque, d'une longueur de 24 km, prend sa source dans la commune de Cassel, à 86 m d'altitude, et se jette  dans l'Yser à Wormhout, à 6 m d'altitude, après avoir traversé dix communes. 

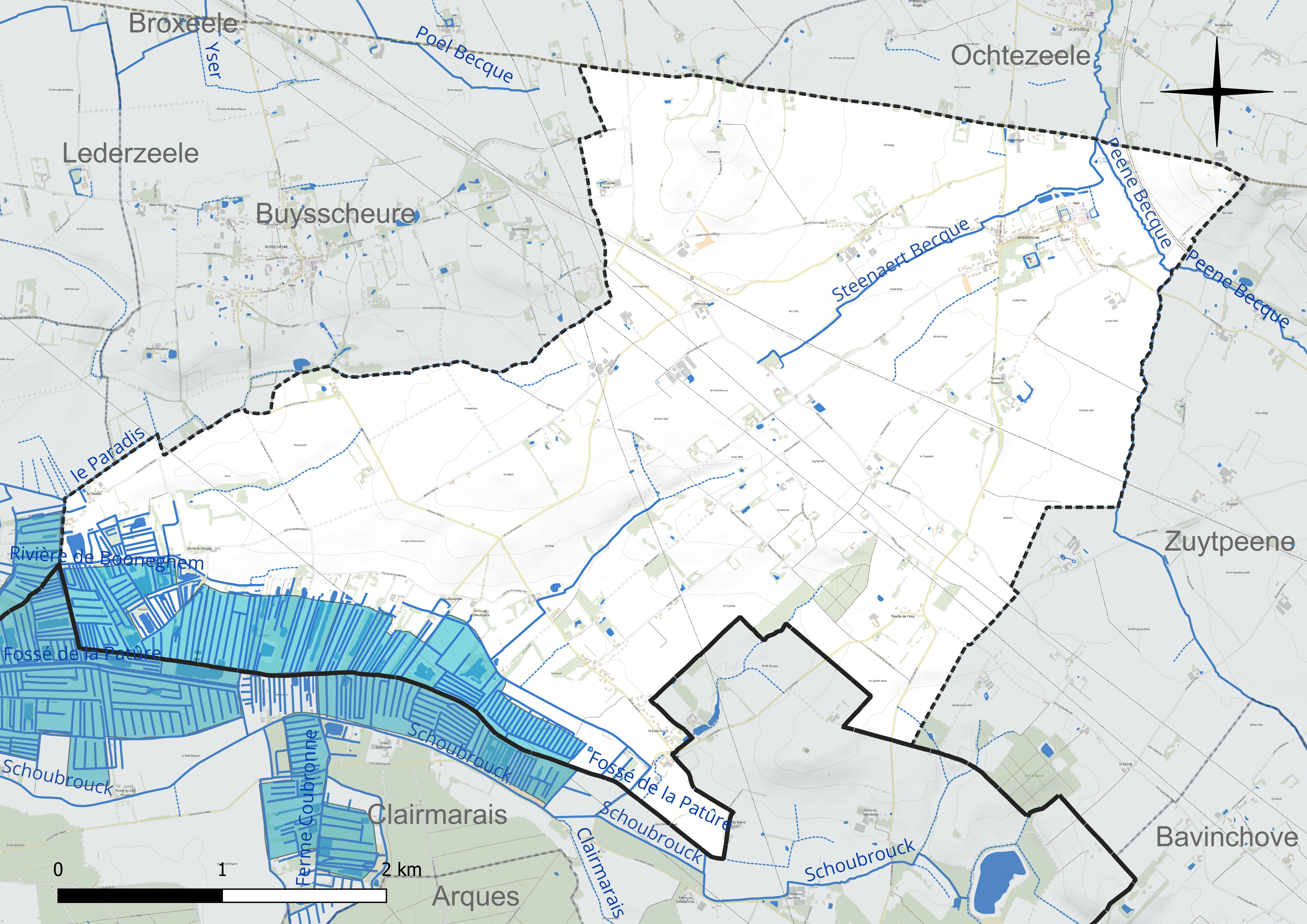
Réseau hydrographique de Noordpeene.

#### Gestion et qualité des eaux
Le territoire communal est couvert par le schéma d'aménagement et de gestion des eaux (SAGE) « Audomarois ». Ce document de planification concerne un territoire de 662 km2 de superficie, délimité par le bassin versant de l'Aa et sa zone d'étalement : le marais audomarois. Le périmètre a été arrêté le 4 février 1994 et le SAGE proprement dit a été approuvé le 31 mars 2005, puis révisé le 15 janvier 2013, puis le 21 novembre 2021. La structure porteuse de l'élaboration et de la mise en œuvre est le syndicat mixte pour l'aménagement et la gestion des eaux de l'Aa (SmageAa). 
La qualité des cours d'eau peut être consultée sur un site spécial géré par les agences de l'eau et l'Agence française pour la biodiversité. 

### Climat
Pour des articles plus généraux, voir Climat des Hauts-de-France et Climat du Nord.
En 2010, le climat de la commune est de type climat océanique altéré, selon une étude du CNRS s'appuyant sur une série de données couvrant la période 1971-2000. En 2020, Météo-France publie une typologie des climats de la France métropolitaine dans laquelle la commune est exposée à un climat océanique et est dans la région climatique  Côtes de la Manche orientale, caractérisée par un faible ensoleillement (1 550 h/an) ; forte humidité de l'air (plus de 20 h/jour avec humidité relative > 80 % en hiver), vents forts fréquents. 
Pour la période 1971-2000, la température annuelle moyenne est de 10,4 °C, avec une amplitude thermique annuelle de 14 °C. Le cumul annuel moyen de précipitations est de 784 mm, avec 13 jours de précipitations en janvier et 8 jours en juillet. Pour la période 1991-2020, la température moyenne annuelle observée sur la station météorologique la plus proche, située sur la commune de Steenvoorde à 13 km à vol d'oiseau, est de 11,2 °C et le cumul annuel moyen de précipitations est de 727,8 mm,. Pour l'avenir, les paramètres climatiques de la commune estimés pour 2050 selon différents scénarios d'émission de gaz à effet de serre sont consultables sur un site spécial publié par Météo-France en novembre 2022.

## Urbanisme

### Typologie
Au 1er janvier 2024, Noordpeene est catégorisée commune rurale à habitat dispersé, selon la nouvelle grille communale de densité à sept niveaux définie par l'Insee en 2022.
Elle est située hors unité urbaine et hors attraction des villes,.

### Occupation des sols
L'occupation des sols de la commune, telle qu'elle ressort de la base de données européenne d'occupation biophysique des sols Corine Land Cover (CLC), est marquée par l'importance des territoires agricoles (100 % en 2018), une proportion identique à celle de 1990 (100 %). La répartition détaillée en 2018 est la suivante : 
terres arables (84,9 %), zones agricoles hétérogènes (7,7 %), prairies (7,4 %). L'évolution de l'occupation des sols de la commune et de ses infrastructures peut être observée sur les différentes représentations cartographiques du territoire : la carte de Cassini (XVIIIe siècle), la carte d'état-major (1820-1866) et les cartes ou photos aériennes de l'IGN pour la période actuelle (1950 à aujourd'hui).

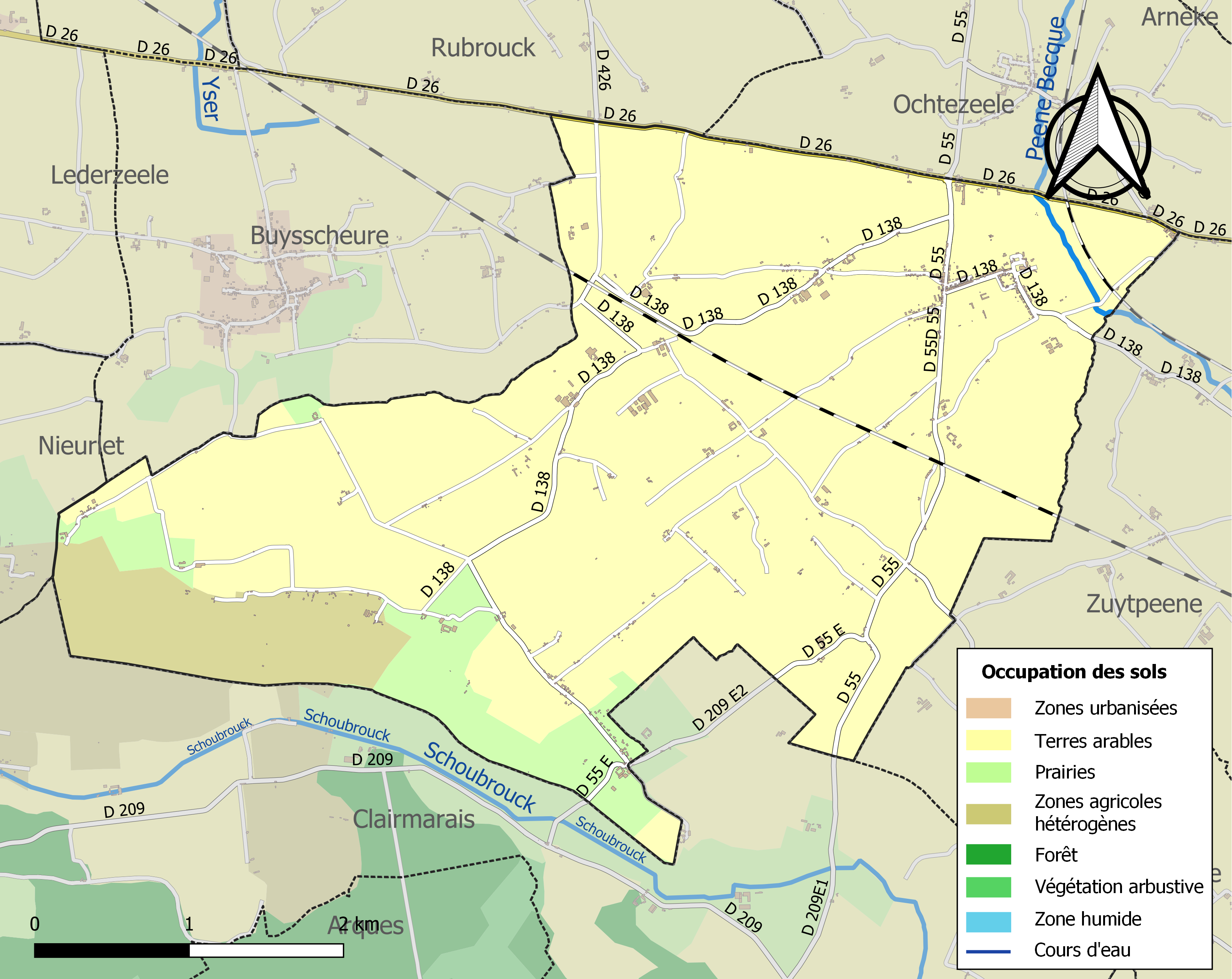
Carte des infrastructures et de l'occupation des sols de la commune en 2018 (CLC).

## Toponymie
En néerlandais moderne Noord, signifie « nord » et la peene est une petite rivière qui passe le village.
Noordpeene doit être opposé à Zuytpeene, tous deux villages situés sur la Peene Becque, petite rivière longeant ces deux sites. Noordpeene est simplement au « nord de la Peene ».

## Histoire

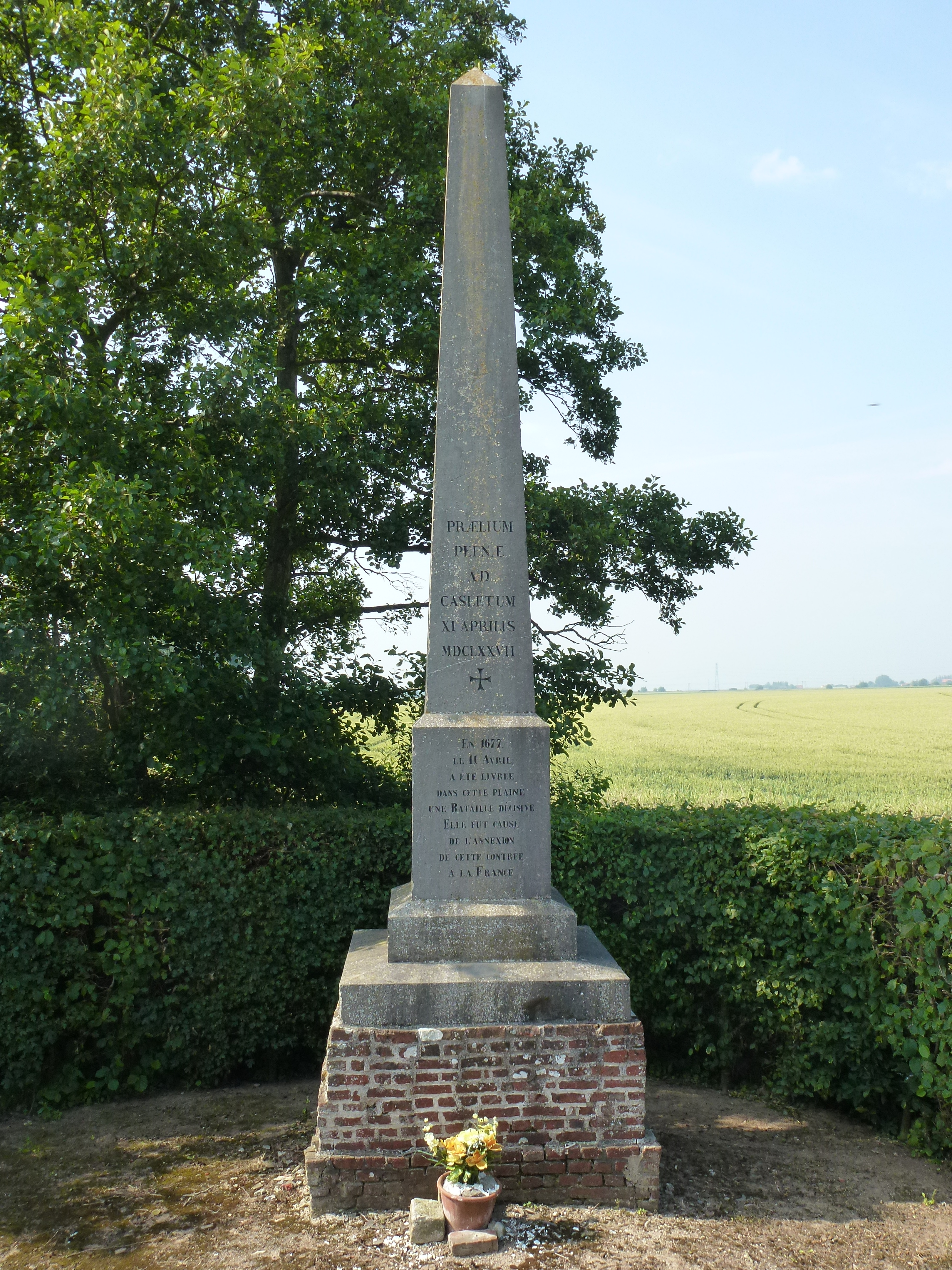
Stèle de la bataille du 11 avril 1677.

Peene, en flamand occidental, tire son nom de graminées qui poussaient sur ses rives. En 1067, on parle déjà de Peene. Dans les anciens documents, lorsqu'on cite la seigneurie de Peene ou Piennes, il s'agit toujours de Noordpeene. Les premières traces écrites apparaissent dans le cartulaire de Bourbourg en 1114 sous forme de Norpenes, puis Northpenes en 1139.
Au XIIIe siècle, la terre de Noordpeene relève de l'abbaye de Watten : en 1213, le connétable de Flandres, Michel de Harnes, reconnait qu'il a, à tort, contesté à l'abbaye la propriété de la terre de Noordpeene.
En 1268, Ghilbert de Saint-Omer, seigneur de Pienne, épousa Agnès de Haverskerke. Ils eurent deux fils : Jean et Gérard se partagèrent, en 1306, la terre de Pienne. Les bords de la Lyncke becque étaient la limite de séparation des deux territoires auxquels on donna le nom de Pienne-Nord pour Noordpeene et Pienne-Sud pour Zuytpeene.
En 1464, les moines de l'ordre de Saint-Guillaume, (guillellmites), établis à Éringhem, s'installent à Noordpeene, après un passage de quatre années à Oudezeele. Ils ont été invités à venir sur Noordpeene, par la famille d'Hallewyn, seigneurs de la commune. Le couvent y reste jusqu'à la suppression des couvents en 1792 (Couvent des Guillemites de Noordpeene).
Vers 1566, Piennes ou Peene a été érigé en marquisat.
Du point de vue religieux, la commune était située dans le diocèse de Thérouanne puis dans le diocèse d'Ypres, doyenné de Cassel.
Le village a été le théâtre d'un événement d'une importance décisive pour l'histoire de la guerre de Hollande (1672-1678); la bataille de la Peene en 1677. Elle fut cause de l'annexion du nord de l'Artois et des châtellenies de Cassel et Bailleul au royaume de France en 1678 au traité de Nimègue.
En 1692, un tremblement de terre a abîmé plusieurs constructions en Flandre, dont l'église de Socx et celle de Noordpeene.
En septembre 1785, Maximilien Guislain de Louverval obtient l'érection de Noordpeene en marquisat sous le nom de Louverval.
Le blason de la commune reprend les armes de la famille Louverval, seigneur du lieu avant la Révolution française. Ce sont également les armes de la commune de Villers-au-Flos dans le Pas-de-Calais, dont la seigneurie était également détenue par la famille de Louverval.
Pendant la Révolution française, le curé de Noordpeene se distingue par ses prêches dans lesquels il promet les pires malheurs aux acheteurs des biens nationaux (biens confisqués aux Églises, abbayes, nobles, et vendus par parcelles à toute personne intéressée).
Un habitant de Noordpenne est mentionné dans l'Annuaire statistique du département du Nord pour l'an XI en raison de sa particularité : Jean Duvet, homme de loi est âgé de 102 ans en l'an IX (1800-1801) et dit encore vivant en l'an XI (1802-1803).
Pendant la seconde guerre mondiale furent installés, au lieu-dit Moulin du Hey',' une rampe V1 légère, un bunker de tir (encore visible) et quelques bâtiments.
La commune de Noordpeene a été décorée de la Croix de guerre 1939-1945.

## Maison de la Bataille de la Peene
Depuis avril 2007, la Maison de la Bataille de la Peene, un centre d'interprétation, a ouvert ses portes à Noordpeene.
Deux grandes thématiques y sont développées ; la bataille de la Peene et la vie quotidienne en Flandre au XVIIIe siècle.
Il comprend une maquette du champ de bataille. Elle présente le territoire du cœur des combats, de la voie romaine Watten-Cassel (au nord) jusqu'à la route Arques-Cassel au sud.
Un film est projeté au-dessus de la maquette. Il retrace le processus de la formation des états en Europe. Dans la seconde salle, des cartes coulissantes présentent l'évolution des frontières à la suite des quatre principaux traités du règne de Louis XIV.
Dans la troisième salle ; une reconstitution audio de Joseph Duvet (le seigneur du village), Cornélie (la servante) et Tisje Tasje (le colporteur).

## Politique et administration
Mr Campagnie, maire 1797 ?
Dehaene, maire en 1797-1800
Louis Bogaert maire 1800 - mai 1807.
J. Spanneut maire mai 1807 - février 1816.
Hippolyte Duvet maire février 1816 - septrembre 1817.
Philippe Dousinelle maire septembre 1817 - 1826.

Jean Duvet maire 1826 - janvier 1832.  
| Période                                  | Période               | Identité                  | Étiquette | Qualité                                            |
| ---------------------------------------- | --------------------- | ------------------------- | --------- | -------------------------------------------------- |
| 1790                                     |                       | Joseph Duvet              |           | châtelain                                          |
| janvier 1832                             | 4 juin 1859 son décès | Louis Leleu               |           | Officier ; Almanach du commerce du Nord Année 1854 |
| juin 1859                                | 6 janvier 1875        | Jean Charles Joseph Duvet |           | propriétaire, mort en cours de mandat              |
| 1876                                     | 1879                  | Michel Duvet              |           |                                                    |
| 1879                                     | 1896                  | Louis Heele               |           |                                                    |
| 1883                                     |                       | L. Heele                  |           |                                                    |
| 1887                                     | 1896                  | L. Heele                  |           |                                                    |
| 1896                                     | 1911                  | Emile de Backer           |           |                                                    |
| 1911                                     | 1914                  | Augustin Deschodt         |           |                                                    |
| 1922                                     | 1925                  | Benoit Heele              |           |                                                    |
| 1925                                     | 1933                  | Joseph Doutrelant         |           |                                                    |
| 1933                                     | 1934                  | Edouard Vasken            |           |                                                    |
| 1934                                     | 1936                  | Rémi Demol                |           |                                                    |
| 1936                                     | 1939                  | Maurice Richard           |           |                                                    |
| octobre 1947                             | mai 1953              | Pierre Devulder           |           |                                                    |
| mai 1953                                 | 1967                  | George Depaeuw            |           |                                                    |
| novembre 1967                            | mars 1983             | Germain Sockeel           |           |                                                    |
| mars 1983                                | 2014                  | Jacques Drieux            |           |                                                    |
| 2014                                     | 2020                  | Jean-Claude Michel        |           |                                                    |
| 2020                                     | En cours              | Thierry Dehondt-Bedague   |           |                                                    |
| Les données manquantes sont à compléter. |                       |                           |           |                                                    |

## Population et société

### Démographie

#### Évolution démographique
L'évolution du nombre d'habitants est connue à travers les recensements de la population effectués dans la commune depuis 1793. Pour les communes de moins de 10 000 habitants, une enquête de recensement portant sur toute la population est réalisée tous les cinq ans, les populations de référence des années intermédiaires étant quant à elles estimées par interpolation ou extrapolation. Pour la commune, le premier recensement exhaustif entrant dans le cadre du nouveau dispositif a été réalisé en 2007.

En 2022, la commune comptait 812 habitants, en évolution de +2,92 % par rapport à 2016 (Nord : +0,51 %, France hors Mayotte : +2,11 %).
| 1793  | 1800  | 1806  | 1821  | 1831  | 1836  | 1841  | 1846  | 1851  |
| ----- | ----- | ----- | ----- | ----- | ----- | ----- | ----- | ----- |
| 1 183 | 1 086 | 1 311 | 1 256 | 1 410 | 1 442 | 1 384 | 1 440 | 1 431 |

| 1856  | 1861  | 1866  | 1872  | 1876  | 1881  | 1886  | 1891  | 1896  |
| ----- | ----- | ----- | ----- | ----- | ----- | ----- | ----- | ----- |
| 1 422 | 1 435 | 1 448 | 1 486 | 1 484 | 1 392 | 1 330 | 1 438 | 1 332 |

| 1901  | 1906  | 1911  | 1921 | 1926 | 1931 | 1936 | 1946  | 1954 |
| ----- | ----- | ----- | ---- | ---- | ---- | ---- | ----- | ---- |
| 1 263 | 1 150 | 1 085 | 933  | 902  | 842  | 851  | 1 028 | 876  |

| 1962 | 1968 | 1975 | 1982 | 1990 | 1999 | 2006 | 2007 | 2012 |
| ---- | ---- | ---- | ---- | ---- | ---- | ---- | ---- | ---- |
| 822  | 748  | 692  | 693  | 705  | 674  | 762  | 774  | 785  |

| 2017 | 2022 | - | - | - | - | - | - | - |
| ---- | ---- | - | - | - | - | - | - | - |
| 788  | 812  | - | - | - | - | - | - | - |

#### Pyramide des âges
La population de la commune est relativement jeune.
En 2018, le taux de personnes d'un âge inférieur à 30 ans s'élève à 35,0 %, soit en dessous de la moyenne départementale (39,5 %). À l'inverse, le taux de personnes d'âge supérieur à 60 ans est de 24,2 % la même année, alors qu'il est de 22,5 % au niveau départemental.
En 2018, la commune comptait 385 hommes pour 402 femmes, soit un taux de 51,08 % de femmes, légèrement inférieur au taux départemental (51,77 %).
Les pyramides des âges de la commune et du département s'établissent comme suit.
| Hommes | Classe d’âge | Femmes |
| ------ | ------------ | ------ |
| 0,0    | 90 ou +      | 1,2    |
| 3,9    | 75-89 ans    | 7,0    |
| 18,0   | 60-74 ans    | 18,2   |
| 20,8   | 45-59 ans    | 18,9   |
| 21,8   | 30-44 ans    | 20,3   |
| 15,3   | 15-29 ans    | 14,6   |
| 20,2   | 0-14 ans     | 19,8   |

| Hommes | Classe d’âge | Femmes |
| ------ | ------------ | ------ |
| 0,5    | 90 ou +      | 1,4    |
| 5,3    | 75-89 ans    | 8,1    |
| 14,8   | 60-74 ans    | 16,2   |
| 19,1   | 45-59 ans    | 18,4   |
| 19,5   | 30-44 ans    | 18,7   |
| 20,7   | 15-29 ans    | 19,1   |
| 20,2   | 0-14 ans     | 18     |

## Culture locale et patrimoine

### Lieux et monuments
Depuis 2009, Noordpeene fait partie du réseau Village Patrimoine

La réserve naturelle régionale des Prairies du Schoubrouck est sur le territoire de la commune.

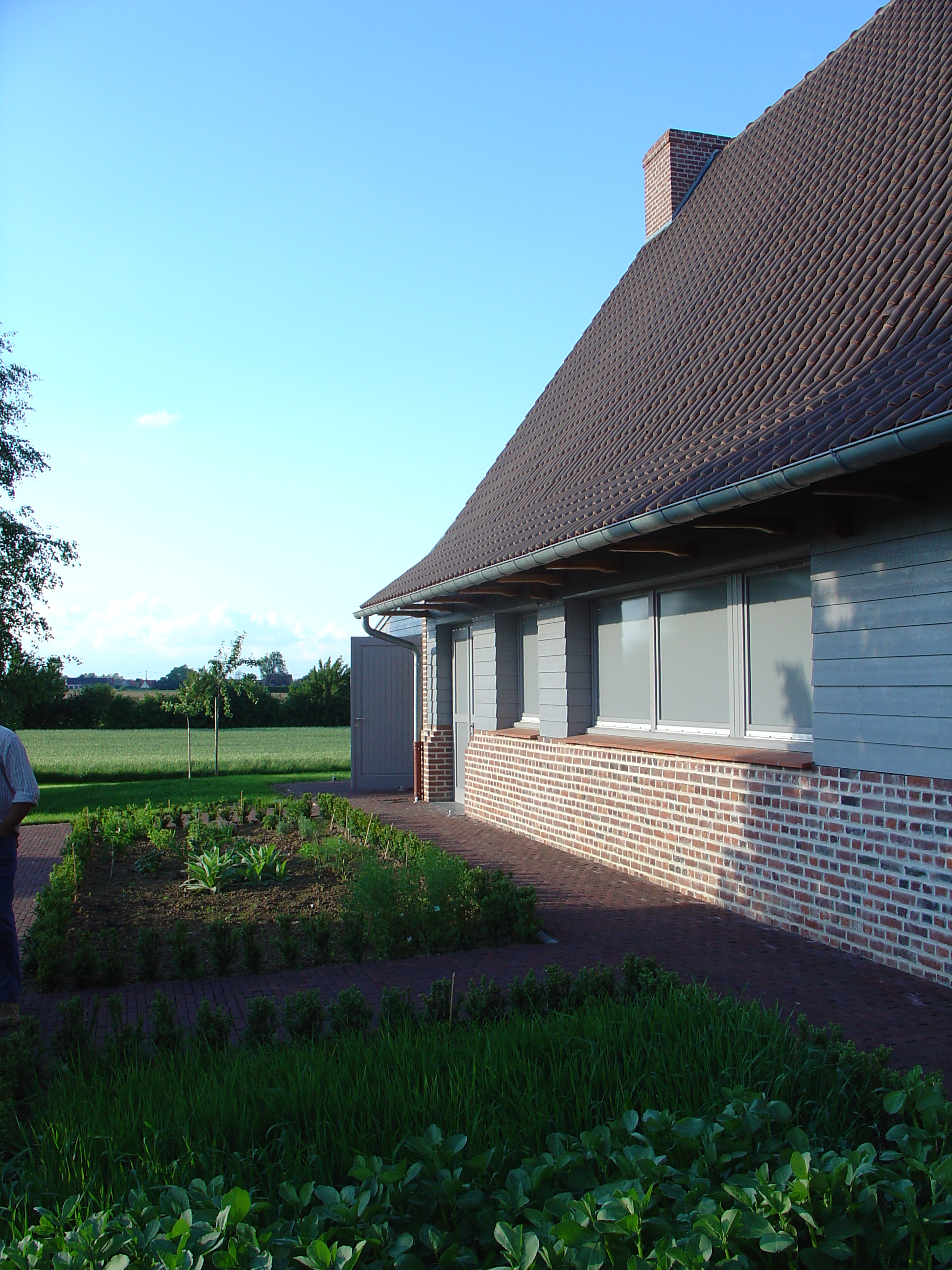
Maison de la bataille de Noordpeene (mai 2007).

L'obélisque de la bataille de la Peene (ou bataille du val de Cassel)
À la frontière de Zuytpeene et de Noordpeene, à l'initiative du docteur Desmyttère de Cassel, une colonne de pierre et de marbre est érigée en 1865. Elle commémore l'importante bataille de 1677 qui a opposé, sur les bords de la Peene, l'armée de Louis XIV commandée par Philippe d'Orléans aux troupes coalisées des Provinces-Unies (Pays-Bas), de l'Espagne et de l'Angleterre conduites par Guillaume d'Orange (Stadhouder des Provinces-Unies).
La victoire française a entraîné le rattachement d'une partie de la Flandre (Saint-Omer, les châtellenies de Cassel, Bailleul et Ypres) à la France.
On peut lire sur l'obélisque : « En 1677, le 11 avril, a été livrée dans cette plaine une bataille décisive. Elle fut cause de l'annexion de cette contrée à la France ».
Le couvent
Du monastère de l'ordre des Guillemites (ordre de Saint-Guillaume), établi à Noordpeene vers 1468, il semble qu'il ne reste que le porche portant la date 1741, et l'appellation « ferme du couvent ».
La maison de Nieuwland, dite de Nazareth, est fondée en 1261 par Arnould de Guînes à Eringhem, près de Bergues. Les Guillemites s'installent ensuite à Oudezeele. En 1464, ils décident de quitter ce village pour Noordpeene, le seigneur Josse de Hallewyn et son épouse Jeanne de la Tremoille leur donnant une terre pour y construire un couvent et une église.
Lors de la bataille de la Peene de 1677, le couvent est brûlé. Rétabli, il est presque entièrement démoli en 1796.
Le château de Noordpeene
Aussi appelé « château de la Tour », le château est classé aux monuments historiques.

#### L'église Saint-Denis
L'église Saint-Denis a été construite en 1509, mais a été profondément remaniée à la suite d'un tremblement de terre en 1692. Ne subsiste du bâtiment d'origine que la tour du clocher.
L'église actuelle date essentiellement de la fin du XIXe siècle et a connu un changement notable d'aspect : l'église halle (hallekerque en flamand) avec trois nefs de mêmes dimensions juxtaposées est devenue une église d'esprit néogothique avec une nef centrale et deux collatéraux de moindres dimensions.
La tour du clocher et sa flèche sont classés et protégés au titre des monuments historiques depuis 1932.
La dalle funéraire du seigneur Baudouin de la Tour et de son épouse Lyonne de Ghistelles-Esquelbecq, datant du XVIe siècle en pierre noire de Tournai, située dans l'église, est inscrite au titre objet historique, de même qu'un tableau datant du XVIIIe siècle représentant l'Ascension du peintre Elias Mathieu et qu'un calvaire situé à l'extérieur du bâtiment.
Les fonts baptismaux (Fonts baptismaux tournaisiens) datent du XIIe siècle
Le bâtiment est en mauvais état au début du XXIe siècle et nécessite une remise en état rapide.

### Héraldique
|  | Les armes de Noordpeene se blasonnent ainsi : "D'argent à cinq fusées de gueules accolées en bande." |

### Langue flamande
Noordpeene fait partie des villages où le flamand de France était couramment parlé dans le passé. Afin de préserver cette culture, une expérimentation est lancée en 2007 par le Rectorat de Lille pour assurer un enseignement d'une heure de flamand par semaine, dans les écoles publiques du CE2 au CM2. Les communes de Wormhout, Volckerinckhove et les regroupements pédagogiques intercommunaux de Noordpeene, Buysscheure, Ochtezeele ont accepté d'y participer. L'enseignement fondé sur le volontariat, deux tiers des familles y souscrivent, a été donné par le maire de Wormhout, Frédéric Devos, professeur des écoles, de 2007 à 2019. Celui-ci a pris sa retraite en 2019 et n'a pas été remplacé pour l'année scolaire 2019-2020. Le 2 septembre 2020, il n'y avait pas encore de nomination pour cet enseignement pendant l'année scolaire 2020-2021, malgré les protestations des maires concernés, lesquels constataient le choix de plusieurs familles de scolariser leurs enfants en Belgique. Pour l'année scolaire 2021-2022, un appel à candidature a été lancé par le rectorat en janvier 2021.

### Personnalités liées à la commune
- Mathieu Elias (1658-1741), peintre actif à Paris et à Dunkerque.
- Joseph Duvet (1700-1803), seigneur de la Tour, élu à 89 ans premier maire de la commune en 1790.
- Tisje tasje (1768-1842), colporteur célèbre pour ses histoires.
- Louis de Backer (1814-1896), avocat, juge de paix et inspecteur des monuments historiques. Il est le premier vice-président du Comité flamand de France.
- Camille Looten (1855-1941), prêtre et président du Comité flamand de France pendant près d'un demi-siècle.
- Paul Hazard (1878-1944), historien et essayiste, professeur au collège de France, enfant du pays.

## Pour approfondir